# Pressefotografforbundet
Dánská unie novinářských fotografů (Pressefotografforbundet) je nejstarší asociací novinářských fotografů a fotoreportérů na světě, založenou 17. února 1912. Stalo se to v bytě na Bülowsvej v Kodani a nikoho nenapadlo událost vyfotografovat.

## Historie sdružení
Unie byla založena pouhé čtyři roky poté, co deník Politiken najal Holgera Damgaarda jako prvního dánského novinářského fotografa. Holger Damgaard byl jedním ze spoluzakladatelů asociace.
Sdružení mělo pouze šest zakládajících členů: Holgera Damgaarda, Julia Aagaarda, Rolstada, Askera Michelsena, Th. Larsena a A. W. Sandberga, ale tento počet rychle rostl. V roce 1927 mělo sdružení svou první členku. V roce 1941 se k kodaňskému sdružení připojili první členové z provincií. Počet členů tehdy činil 25. Při padesátém výročí sdružení v roce 1962 mělo 148 členů, zatímco při 75. výročí v roce 1987 jich bylo 428. V roce 2011 byl počet členů 838. V roce 1967 se Unie novinářských fotografů stala součástí Dánské asociace novinářů.
Mezi členy jsou dánští fotografové jako Tine Hardenová, Henrik Saxgren nebo Charlotte Østervangová.

## Novinářská fotografie roku
Dánská unie novinářských fotografů stojí za soutěží novinářská fotografie roku , jejíž první výstava se konala v roce 1974. Členové zde soutěží o titul novinářský fotograf roku a novinářská fotografie roku a také se účastní soutěží v široké škále dalších kategorií. Mezi vítězi v různých kategoriích byli Jørn Stjerneklar nebo Sofie Amalie Klougartová.

## Předsedové
- 1912-27 Julius Aagaard
- 1927-29 Vittus Nielsen
- 1929-32 Alfred Müller
- 1932-38 Holger Damgaard
- 1938-39 Tage Christensen
- 1939-41 Holger Damgaard
- 1941-42 Take Christensen
- 1942-50 Vittus Nielsen
- 1950-51 Erling Fut Jensen
- 1951 Vittus Nielsen
- 1951 Walther Månsson
- 1951-54 Carl Rasmussen
- 1954-62 Jacob Maarbjerg
- 1962 Carl Dørge (úřadující)
- 1962-67 Jacob Maarbjerg
- 1967-76 Mogens Holmberg
- 1976-80 Ib Rahbek-Clausen
- 1980-83 Bjarne Lüthcke
- 1983-86 Jens-Kristian Søgård
- 1986-88 Ole Bjørndal Bagger
- 1988-90 Bent Paulsen
- 1990-98 Hans Otto
- 1998-20 Lars Lindskov
- 2020 - Sisse Stroyer